# Hector Glacier
Hector Glacier är en glaciär i Kanada. Den ligger i provinsen Alberta, i den centrala delen av landet, 3 000 km väster om huvudstaden Ottawa. Hector Glacier ligger 2 533 meter över havet.
Terrängen runt Hector Glacier är bergig åt sydväst, men åt nordost är den kuperad. Hector Glacier ligger uppe på en höjd. Trakten runt Hector Glacier är nära nog obefolkad, med mindre än två invånare per kvadratkilometer.. Närmaste större samhälle är Lake Louise, 19,6 km söder om Hector Glacier.
Trakten runt Hector Glacier består i huvudsak av gräsmarker.